# Bathynomus decemspinosus
Bathynomus decemspinosus là một loài chân đều trong họ Cirolanidae. Loài này được Shih miêu tả khoa học năm 1972.